# 쥐캥거루속
쥐캥거루속(Potorous)은 쥐캥거루과에 속하는 유대류 속의 하나이다. 래빗 크기의 캥거루를 닮은 유대류이다. 캥거루아목에 속한다. 현존하는 3종 모두 멸종 위협을 받고 있으며, 특히 긴발쥐캥거루는 멸종위협종이고 길버트쥐캥거루는 멸종위급종이다. 주요 멸종 위협 원인은 도입종 포식자(특히 여우)와 서식지 감소때문이다. 쥐캥거루류는 이전에 오스트레일리아에서 아주 흔했으며, 초기 정착민들은 농작물에 아주 큰 골칫거리의 하나라고 보고하고 있다.
길버트쥐캥거루는 오스트레일리아에서 가장 멸종 위험이 높은 동물이다. 1840년에 박물학자 존 길버트(John Gilbert)가 발견하여 명명했다. 1994년 웨스턴오스트레일리아 주의 투 피플즈 베이 자연보호지역(올버니 근처)에서 재발견되기까지 멸종된 것으로 간주되어 왔다. 보전 노력을 통해 초기 개체수 30~40마리에서 100마리 이상으로 성장했다.

## 하위 종
- 길버트쥐캥거루 (Potorous gilbertii)
- 긴발쥐캥거루 (Potorous longipes)
- † 넓은얼굴쥐캥거루 (Potorous platyops)
- 긴코쥐캥거루 (Potorous tridactylus)